# Taieira
A taieira é uma dança folclórica, de cunho religioso e de origem africana, praticada na Região Nordeste do Brasil, especialmente no estado de Sergipe.
A dança é realizada por mulheres, principalmente afrodescentes, que utilizam uma vestimenta rica em detalhes como fitas, laços, brincos, colares e vestidos rendandos e enfeitados.